# Luigi Nardi
Luigi Nardi (Venarotta, 9 febbraio 1900 – 28 giugno 1978) è stato un ingegnere italiano, che progettò, insieme al fratello Euste, gli addestratori FN.305, FN.315, FN.316, l'aereo da turismo FN.310, e l'anfibio FN.333 Riviera.

## Biografia
Nacque a Venarotta, provincia di Ascoli Piceno il 9 febbraio 1900, primogenito di quattro fratelli. Nel 1928 si laureò in ingegneria presso il Politecnico di Milano,  e poi fu assunto, insieme al fratello Euste (27 febbraio 1902 - 7 ottobre 1951) a lavorare presso la Società Ernesto Breda di Sesto San Giovanni. I due vennero assegnati alla V Sezione (in pratica la Breda Aeronautica) sotto la direzione dell'ingegnere Cesare Pallavicino, e in questo periodo concepirono il progetto di un innovativo aereo da turismo.
Nell'ottobre 1931 lasciò la Breda e ottenuto, tramite il fratello Elio (5 febbraio 1905 - 20 gennaio 1935), un finanziamento da Carlo Borrani, presidente della Rudge-Whitworth, i fratelli Nardi fondarono una loro azienda che doveva occuparsi della progettazione e costruzione di aeroplani, con un ramo staccato per la produzione di parti di aeromobili per l'industria aeronautica. Assunta la direzione tecnica della Fratelli Nardi SA per Costruzioni Aeronautiche, sottopose subito alla Direzione Generale delle Costruzioni e degli Approvvigionamenti (DGCA) il progetto del primo velivolo da addestramento, designato FN.305 Tale aereo fu subito oggetto di un ordine per la costruzione di un prototipo e una cellula per prove statiche, e in seguito venne ordinato dalla Regia Aeronautica, ottenendo anche un buon successo di esportazione.
Non disponendo la Nardi di un impianto produttivo adeguato, l'FN.305 venne prodotto su licenza presso gli stabilimenti Piaggio di Finale Ligure Marina. Da tale velivolo vennero sviluppati lo FN.310, un aereo da turismo a quattro posti equipaggiato con motore radiale Fiat A.70S, e lo FN.315, un aereo da addestramento biposto dotato di cellula ampiamente riprogettata. Per il concorso Caccia I progettò lo FN.530, un caccia leggero equipaggiato con motore Isotta Fraschini A.120 RC.35I Delta da 700 CV, che non ottenne alcun ordine di produzione, mentre nel 1942 avviò la produzione dell'addestratore FN.316 equipaggiato con propulsore Isotta Fraschini Beta.
Dopo l'armistizio dell'8 settembre 1943, e la successiva occupazione tedesca, gli stabilimenti posti sull'aeroporto "Enrico Forlanini" non subirono danni di rilievo, e dopo la fine del conflitto vennero sottoposti a sequestro da parte delle autorità militari alleate, venendo riconsegnati solo il 21 luglio 1947. Fu subito richiesto all'Aeronautica Militare il completamento di 8 FN.305 rimasti incompleti presso la Piaggio a Finale Ligure Marina. Nel 1949 egli decise di riprendere la produzione di velivoli e, insieme al fratello Euste, progettò un aereo anfibio che fu designato FN.333 Riviera. Non potendo avviarne la produzione in serie, insieme al superstite fratello Elto (13 settembre 1910-10 giugno 1988) decise di cederne la produzione, avviando contatti con la Fiat Aviazione, e poi con la SIAI-Marchetti che, acquistata la licenza di produzione nell'aprile 1959, lo commercializzò come FN.333S Riviera.
La ditta Nardi non operò più nella produzione di aerei, avviando invece quella relativa all'impiantistica fino a quando non si assicurò la produzione su licenza degli elicotteri Hughes delle serie 269/300 e 369/500. Lasciata ogni attività imprenditoriale dopo che l'azienda Breda si associò, il 15 febbraio 1971, alla produzione degli elicotteri, si spense il 28 giugno 1978.